# Kwun Tong (métro de Hong Kong)
Pour les articles homonymes, voir Kwun Tong.
Kwun Tong (en chinois traditionnel : 觀塘, en Jyutping : gwun1 tong4) est une station de la ligne Kwun Tong Line du métro de Hong Kong. Elle est située dans le district Kwun Tong, à Hong Kong qui est une région administrative spéciale de la Chine.

## Situation sur le réseau

Plan du métro de Hong Kong.

Établie en aérien, la station Kwun Tong est située sur la ligne Kwun Tong Line entre la station Ngau Tau Kok, en direction du terminus ouest Whampoa, et la station Lam Tin, en direction du terminus est Tiu Keng Leng.
La station dispose d'un quai central, avec portes palières, encadré par les deux voies de la ligne.

## Histoire
La station Kwun Tong était le terminus de la ligne Kwun Tong jusqu'à ce que la station Lam Tin ouvre en 1989

## À proximité
- Le centre commercial apm